# Montrose (Colorado)
Pour les articles homonymes, voir Montrose.
La ville de Montrose est le siège du comté de Montrose, situé dans le Colorado, aux États-Unis.
D'abord appelée Ouray Junction, la ville est renommée par Joe Selig en référence au roman de Walter Scott, Une légende de Montrose.

## Démographie
Selon le recensement de 2010, Montrose compte 19 132 habitants. La municipalité s'étend sur 17,8 milles carrés (46,1 km2).
| 1890  | 1900  | 1910  | 1920  | 1930  | 1940  |
| ----- | ----- | ----- | ----- | ----- | ----- |
| 1 330 | 1 217 | 3 254 | 3 581 | 3 566 | 4 764 |

| 1950  | 1960  | 1970  | 1980  | 1990  | 2000   |
| ----- | ----- | ----- | ----- | ----- | ------ |
| 4 964 | 5 044 | 6 496 | 8 722 | 8 854 | 12 344 |

| 2010   | - | - | - | - | - |
| ------ | - | - | - | - | - |
| 19 132 | - | - | - | - | - |